# William Stanley, VI conte di Derby
William Stanley, VI conte di Derby (1561 – Chester, 29 settembre 1642), è stato un nobile inglese.

## Biografia
Era figlio di Henry Stanley, IV conte di Derby e Margaret Clifford. Secondo il testamento di Enrico VIII d'Inghilterra sua madre avrebbe dovuto essere l'erede presuntiva di Elisabetta I d'Inghilterra, ma Margaret morì prima della regina nel 1596. Principalmente noto per essere tra i possibili autori delle opere di William Shakespeare, secondo alcune teorie tanto fascinose quando ancora da dimostrare, per le quali il drammaturgo di Stratford on Avon non avesse scritto di suo pugno le sue opere.
Studiò al St John's College di Oxford. Nel 1582 ha viaggiato verso il continente per studiare in Francia. Nel 1585 tornò a casa, ma era ancora una volta inviato a Parigi come ambasciatore di Enrico III di Francia. Durante i suoi viaggi si dice che abbia condotto una vita avventurosa, fu coinvolto in duelli e amori, e viaggiare travestito da frate, mentre era in Italia.
Dopo la morte di suo padre nel 1593, suo fratello maggiore Ferdinando Stanley, V conte di Derby ereditò la contea e le sue proprietà, ma morì pochi mesi dopo, nell'aprile 1594, lasciando tre figlie ma nessun erede maschio.
Le figlie di Ferdinando rivendicarono i diritti di proprietà del padre, mentre William ereditò il titolo. Inoltre ha assunto il titolo di Barone Strange. Un'ulteriore complessità è che la figlia maggiore di Ferdinando, Anne Stanley, contessa di Castlehaven è diventato ufficialmente l'erede presuntivo al trono di Elisabetta nel 1596. Un complesso contenzioso che si trascinò per molti anni.
Alla fine gli è stato concesso Stanley Lathom e Knowsley con tutte le terre pertinenti e tenute nel Lancashire, Cumberland, Yorkshire, Cheshire e Galles. Le figlie di Ferdinando ricevettero un certo numero di altre proprietà legate alla baronie. Pur mantenendo il titolo di Signore di Mann, egli passò l'amministrazione dell'isola ad Anne Stanley.

## Matrimonio
Il 26 gennaio 1595 sposò Elizabeth de Vere, figlia di Edward de Vere, XVII conte di Oxford, e di Anne Cecil. La coppia ebbe cinque figli:
- Lady Anne Stanley (1600-1657), sposò in prime nozze, Sir Henry Portman, in seconde nozze Robert Kerr, I conte di Ancram, ebbero figli;
- James Stanley, VII conte di Derby (31 gennaio 1607-15 ottobre 1651), sposò Charlotte de La Tremoille, ebbero figli;
- Sir Robert Stanley (?-1632), sposò Elizabeth Gole, ebbero figli;
- Elizabeth Stanley (morta giovane);
- Elizabeth Stanley (morta giovane).

## Ascendenza
|                                        |                                       |                                    | Genitori                                        |  |  | Nonni |  |  | Bisnonni                          |  |  | Trisnonni                         |  |
|                                        |                                       |                                    |                                                 |  |  |       |  |  | Thomas Stanley, II conte di Derby |  |  | George Stanley, IX barone Strange |  |
|                                        |                                       |                                    |                                                 |  |  |       |  |  | Thomas Stanley, II conte di Derby |  |  | George Stanley, IX barone Strange |  |
|                                        |                                       | Joan Strange                       |                                                 |  |  |       |  |  | Thomas Stanley, II conte di Derby |  |  |                                   |  |
| Edward Stanley, III conte di Derby     |                                       |                                    |                                                 |  |  |       |  |  | Thomas Stanley, II conte di Derby |  |  |                                   |  |
|                                        |                                       | Anne Hastings                      | Edward Hastings, II barone Hastings             |  |  |       |  |  |                                   |  |  |                                   |  |
|                                        |                                       | Anne Hastings                      | Edward Hastings, II barone Hastings             |  |  |       |  |  |                                   |  |  |                                   |  |
|                                        |                                       | Anne Hastings                      | Mary Hungerford                                 |  |  |       |  |  |                                   |  |  |                                   |  |
| Henry Stanley, IV conte di Derby       |                                       | Anne Hastings                      |                                                 |  |  |       |  |  |                                   |  |  |                                   |  |
|                                        |                                       | Thomas Howard, II duca di Norfolk  | John Howard, I duca di Norfolk                  |  |  |       |  |  |                                   |  |  |                                   |  |
|                                        |                                       | Thomas Howard, II duca di Norfolk  | John Howard, I duca di Norfolk                  |  |  |       |  |  |                                   |  |  |                                   |  |
|                                        |                                       | Thomas Howard, II duca di Norfolk  | Katherine Moleyns                               |  |  |       |  |  |                                   |  |  |                                   |  |
| Dorothy Howard                         |                                       | Thomas Howard, II duca di Norfolk  |                                                 |  |  |       |  |  |                                   |  |  |                                   |  |
|                                        |                                       | Agnes Tylney                       | Hugh Tilney                                     |  |  |       |  |  |                                   |  |  |                                   |  |
|                                        |                                       | Agnes Tylney                       | Hugh Tilney                                     |  |  |       |  |  |                                   |  |  |                                   |  |
|                                        |                                       | Agnes Tylney                       | Eleanor Tailboys                                |  |  |       |  |  |                                   |  |  |                                   |  |
| William Stanley, VI conte di Derby     |                                       | Agnes Tylney                       |                                                 |  |  |       |  |  |                                   |  |  |                                   |  |
|                                        | Henry Clifford, I conte di Cumberland | Henry Clifford, X barone Clifford  |                                                 |  |  |       |  |  |                                   |  |  |                                   |  |
|                                        | Henry Clifford, I conte di Cumberland | Henry Clifford, X barone Clifford  |                                                 |  |  |       |  |  |                                   |  |  |                                   |  |
|                                        | Henry Clifford, I conte di Cumberland | Anne St. John                      |                                                 |  |  |       |  |  |                                   |  |  |                                   |  |
| Henry Clifford, II conte di Cumberland | Henry Clifford, I conte di Cumberland |                                    |                                                 |  |  |       |  |  |                                   |  |  |                                   |  |
|                                        |                                       | Margaret Percy                     | Henry Algernon Percy, V conte di Northumberland |  |  |       |  |  |                                   |  |  |                                   |  |
|                                        |                                       | Margaret Percy                     | Henry Algernon Percy, V conte di Northumberland |  |  |       |  |  |                                   |  |  |                                   |  |
|                                        |                                       | Margaret Percy                     | Catherine Spencer                               |  |  |       |  |  |                                   |  |  |                                   |  |
| Margaret Clifford                      |                                       | Margaret Percy                     |                                                 |  |  |       |  |  |                                   |  |  |                                   |  |
|                                        |                                       | Charles Brandon, I duca di Suffolk | William Brandon                                 |  |  |       |  |  |                                   |  |  |                                   |  |
|                                        |                                       | Charles Brandon, I duca di Suffolk | William Brandon                                 |  |  |       |  |  |                                   |  |  |                                   |  |
|                                        |                                       | Charles Brandon, I duca di Suffolk | Elizabeth Bruyn                                 |  |  |       |  |  |                                   |  |  |                                   |  |
| Eleanor Brandon                        |                                       | Charles Brandon, I duca di Suffolk |                                                 |  |  |       |  |  |                                   |  |  |                                   |  |
|                                        |                                       | Mary Tudor                         | Henry VII, re d'Inghilterra                     |  |  |       |  |  |                                   |  |  |                                   |  |
|                                        |                                       | Mary Tudor                         | Henry VII, re d'Inghilterra                     |  |  |       |  |  |                                   |  |  |                                   |  |
|                                        |                                       | Mary Tudor                         | Elizabeth di York                               |  |  |       |  |  |                                   |  |  |                                   |  |
|                                        |                                       | Mary Tudor                         |                                                 |  |  |       |  |  |                                   |  |  |                                   |  |